# Seminário Teológico North Park
Seminário Teológico North Park é um seminário teológico evangélico localizado no bairro North Park, em Chicago, Illinois. É a única escola teológica de pós-graduação da Igreja Evangélica Aliança (em inglês: Evangelical Covenant Church (ECC)). A instituição possui programas acadêmicos de mestrado e de doutorado.

## História
A Igreja do Pacto Evangélico foi formada por imigrantes suecos com raízes na Igreja da Missão da Suécia (em sueco: Svenska Missionskyrkan), e foi inicialmente conhecida como Pacto da Missão Evangélica Sueca da América (Swedish Evangelical Mission Covenant of America). A educação teológica dos imigrantes suecos foi assumida primeiramente pelo departamento sueco do Seminário Teológico de Chicago, mas logo a Igreja do Pacto quis uma escola própria. Em 1891, ela estabeleceu uma escola em Minneapolis. Três anos depois, esta escola foi transferida para sua localização atual, em Chicago.
O seminário compartilha um campus com a Universidade North Park, a faculdade de artes liberais da denominação. O prédio principal do seminário, Nyvall Hall, recebe o nome de David Nyvall, que contribuiu sobremaneira na formação da escola e que atuou como professor e presidente por vários anos.

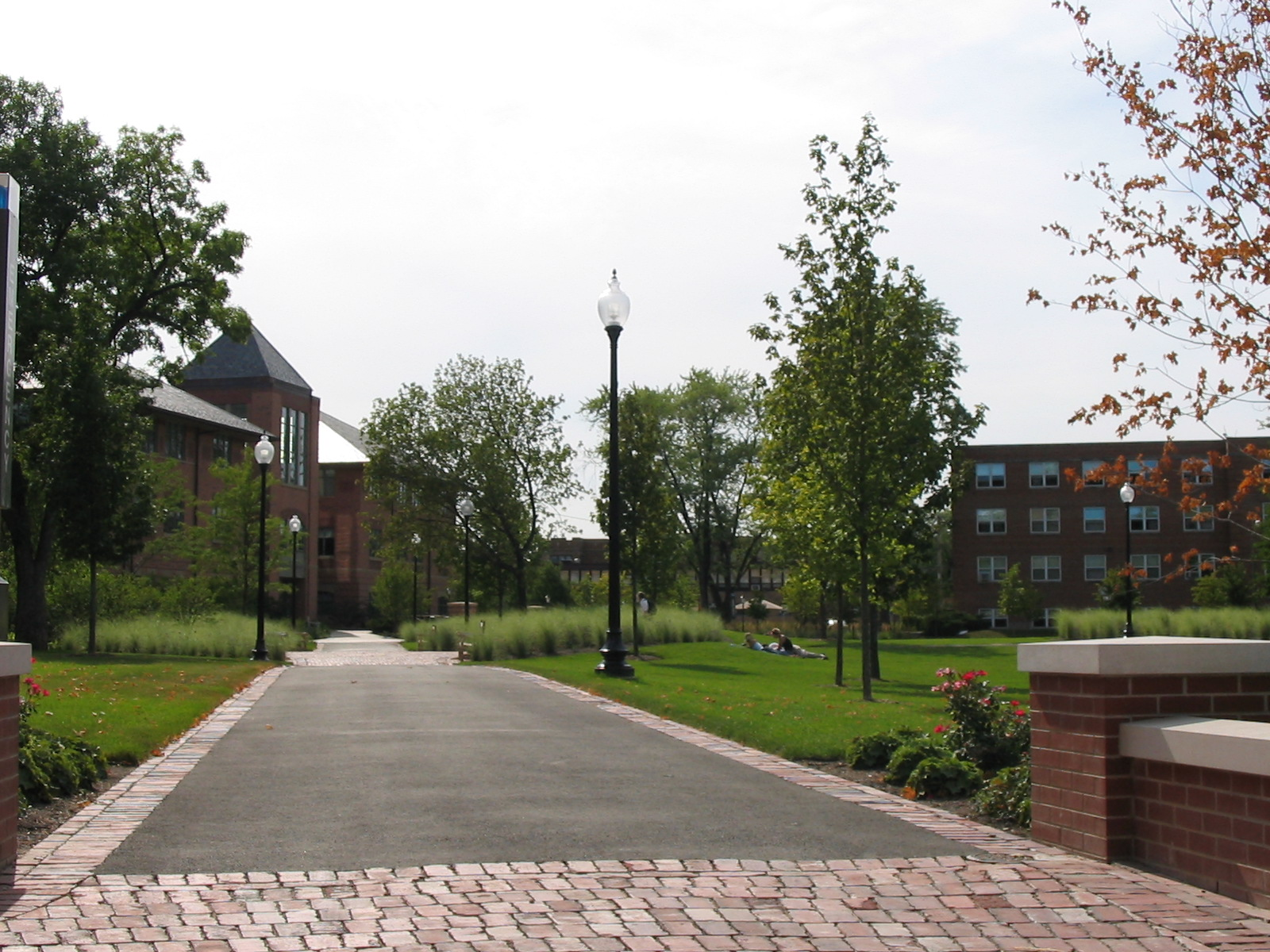
Vista do centro do campus do North Park.

Embora mantendo algumas de suas raízes suecas, o Seminário Teológico North Park é agora uma instituição multi-étnica e que plenamente apoia o ministério feminino. A maioria dos estudantes do North Park estuda para servir aos ministérios da Igreja do Pacto, porém a instituição conta com alunos de diversas denominações protestantes.

## Programas acadêmicos
Os programas acadêmicos da instituição incluem um Master of Arts em ministério cristão, Master of Arts em estudos teológicos, Master of Arts em formação cristã, Master of Arts em divindade. Incluem ainda um Doctor of Ministry  em pregação e vários programas de certificação. O seminário é credenciado pela Associação das Escolas Teológicas dos Estados Unidos e do Canadá.

## Alunos notáveis
- G. Timothy Johnson, jornalista, médico e pastor americano.
- Dan Wilson, dramaturgo, ator e diretor americano.
- Steve Hickey, pastor e político americano.

## Docentes e membros notáveis da faculdade
- Howard A. Snyder, ex-professor.
- Klyne Snodgrass, estudioso do Novo Testamento e autor de livros. Ex-professor.